# Jacques Pigeonneau
Jacques Pigeonneau, né le 25 décembre 1900 à Newcastle upon Tyne (Grande-Bretagne) et mort le 21 novembre 1967 à Paris, est un diplomate de carrière. Il est le premier diplomate français en poste à se rallier au Général de Gaulle le 25 juin 1940.

## Biographie

### Jeunesse et études
Jacques Pigeonneau est le petit-fils du professeur Henri Pigeonneau, major de l'École normale supérieure, docteur-ès-lettres, professeur d'histoire au lycée Louis-le-Grand et à la Sorbonne. Henri Pigeonneau est l'un des tout premiers professeurs de l'École libre des sciences politiques et le vice-président de la Société de géographie. Il est nommé chevalier de la Légion d'honneur pour avoir été à Versailles le responsable des ambulanciers pendant la guerre de 1870.
À 15 ans, Jacques Pigeonneau souhaite s'engager dans l'armée pendant la Première Guerre mondiale, mais cela lui est refusé. À 17 ans, après un baccalauréat réussi il devient élève officier de réserve au 8ème Régiment de dragons de Lunéville cavalerie. Il participe aux derniers combats de 1918 où il est blessé puis démobilisé en 1920 avec le grade de sous-lieutenant. Il reprend ses études et obtient une licence de droit, un diplôme d'études supérieures d'anglais, et obtient des certificats de licence de lettres. 

### Parcours professionnel
Il entre dans la vie active au début de 1923 et obtient le concours des Affaires étrangères en 1925 et le Grand Concours en 1929. Il est nommé diplomate en 1925 à Barcelone, puis à Londres en 1928, en 1929 à Constantinople et en 1934 au Costa Rica. En 1937, à sa demande il est nommé à Barcelone en pleine Guerre d'Espagne.
À la mi mars 1938, le Consulat de France de Barcelone disparaît sous les bombes des aviations allemande et italienne. Le 23 avril 1938, l'ambassade de France à Madrid n'a plus de titulaire et Jacques Pigeonneau se porte volontaire et obtient de Paris les pouvoirs d'un ambassadeur. En août 1938, à l'âge de 37 ans, il est nommé chevalier de la Légion d'honneur pour services rendus à la France en Amérique Centrale.
C'est là qu'avec sa femme Marthe ils vont devenir les héros Français de Madrid, ce qu'ils sont toujours aujourd'hui en Espagne. Le couple Pigeonneau apporte une œuvre humanitaire considérable à Madrid et aussi à l'Hôpital français de Madrid ; la presse Française leur consacre de nombreux articles. Début juillet 1939, Jacques Pigeonneau est lynché par de nombreux franquistes dans un restaurant de Madrid pour le motif d'être le représentant de la France.
Après les hostilités, c'est Jacques Pigeonneau qui est chargé par les deux camps espagnols d’être le médiateur pour qu'il y ait le moins de vengeances après les hostilités. Jacques Pigeonneau est remplacé par Philippe Pétain qui devient le nouvel ambassadeur de France à Madrid.

### Pendant la guerre
Jacques Pigeonneau est le premier diplomate de carrière à rejoindre le Général Charles de Gaulle le 25 juin 1940,, et il devient de ce fait le diplomate préféré du Général de Gaulle.
Ses surnoms pendant la guerre étaient multiple: Henri Charpentier, St Elme, Henri, Trigonométrie.
Le 1er juillet 1940, Jacques Pigeonneau crée le Réseau Espagne pour aider les officiers ou personnalités qui souhaitent rejoindre Londres. C'est au même moment que le Général de Gaulle le nomme Chargé de mission pour Madrid et l'Espagne.
Jacques et Marthe Pigeonneau deviennent les 2 premiers membres du réseau Confrérie Notre-Dame du Colonel Rémy, ils passent des messages essentiels, les premiers postes émetteurs et des candidats nombreux pour rejoindre Londres.
Cela vaut à Jacques Pigeonneau l'emprisonnement dans six prisons de Vichy et de Franco avec des séquelles considérables.
Arrivé à Londres, le général Marie-Pierre Kœnig le désigne Délégué militaire régional de la Région R4 Toulouse à l'été 1944. Il fait une visite à sa famille et découvre les assassinats de Bernède dans le Gers et jure de venger les assassins des deux jeunes résistants. À l'automne 1944, il se bat en tant que Commandant de l'armée française dans les Vosges et en Alsace et se couvre de gloire à Bussang ou il attaque à cheval seul avec une Sten et ramène huit prisonniers allemands vers l'arrière. Cela lui vaut la Croix de Guerre, trois citations avec Étoile d'Argent décernée par le Général de Gaulle et le Maréchal Juin.

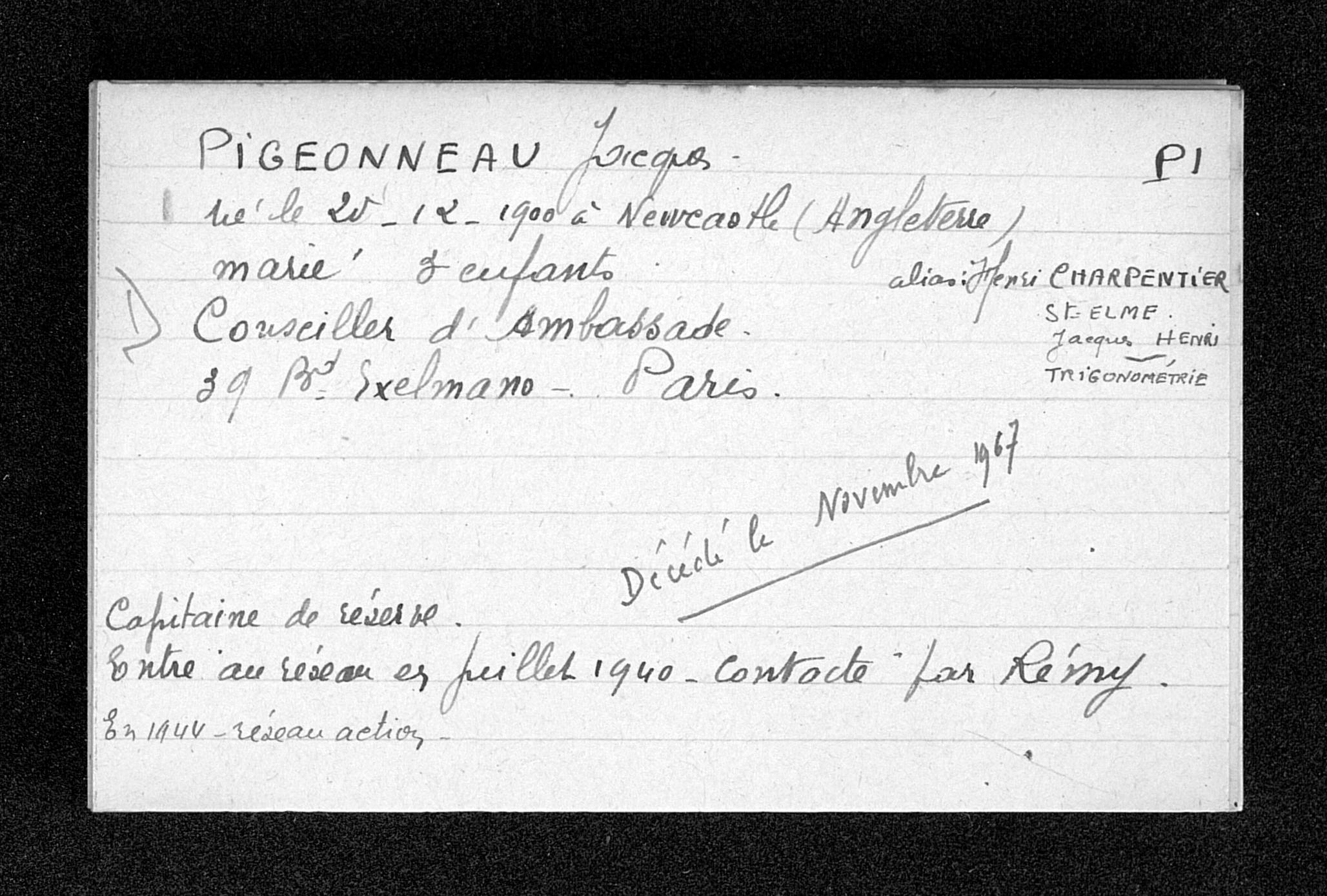
Fiche d'enregistrement militaire de Jacques Pigeonneau.
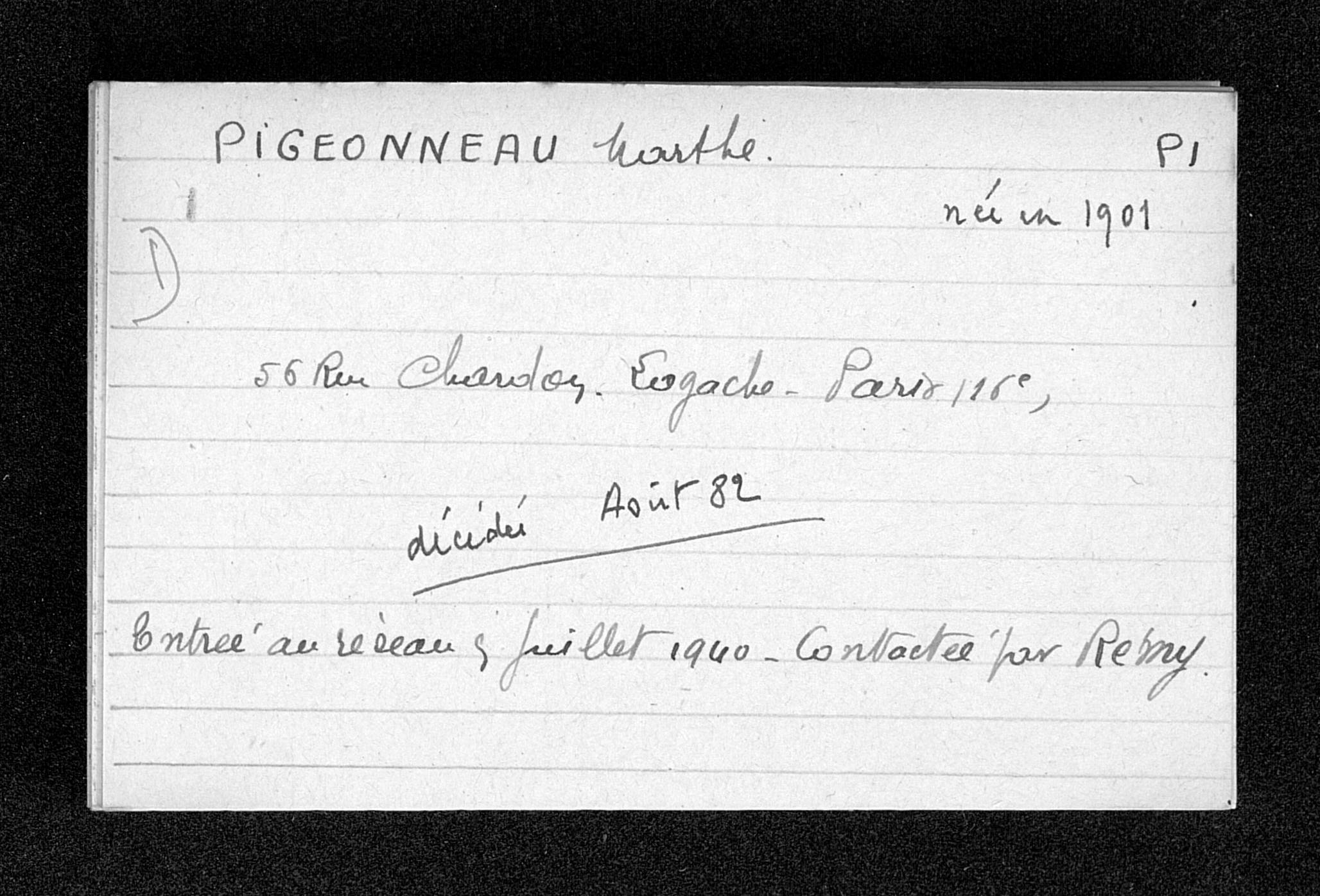
Fiche d'enregistrement militaire de Marthe Pigeonneau.

### Après la guerre
Après la guerre, il est en poste à Buenos Aires ou il prévoira l'arrivée du Colonel Juan Domingo Perón au pouvoir et participera avec Monsieur Wladimir d'Ormesson à deux traités commerciaux avec l'Argentine.
Puis il part pour l'Allemagne, où il reste trois ans à Hambourg et Brême ; le général Marie-Pierre Kœnig le décore de l'insigne d'officier de la Légion d'honneur à titre militaire. Il sera en lien direct avec Paris sur le cas des réfugiés de l'Exodus à Hambourg en 1947.
En 1949, Il est responsable de l'ambassade Française au Pakistan ou il signe 2 accords commerciaux et rencontre en un temps record pour notre pays le roi Norodom Sihanouk, Bảo Đại chef de l'État du Vietnam, le général Sir Douglas Gracey, l'Aga Khan III et le Mohammad Reza Pahlavi (Shah 'Iran).
À son retour en France, il est le premier directeur de l'Office des Réfugiés et Apatrides. choix judicieux, mais qui va être écourté faute de moyens après une activité de près d'un an en 1951. Jacques Pigeonneau était parfaitement trilingue Français , Anglais, Espagnol plus des notions d'Allemand et de Russe. il meurt 16 ans plus tard dans 16e arrondissement de Paris à l'âge de 66 ans.

## Distinctions
Il est titulaire de onze décorations françaises :
- Médaille commémorative de la guerre 1914-1918
- Médaille interalliée 1914-1918
- Chevalier de la Légion d'honneur à titre civil (1938)[2]
- Médaille des évadés (1944)
- Médaille de la Résistance française (1944)Dossier Légion d'Honneur de Jacques Pigeonneau
- Croix du combattant (mai 1945)

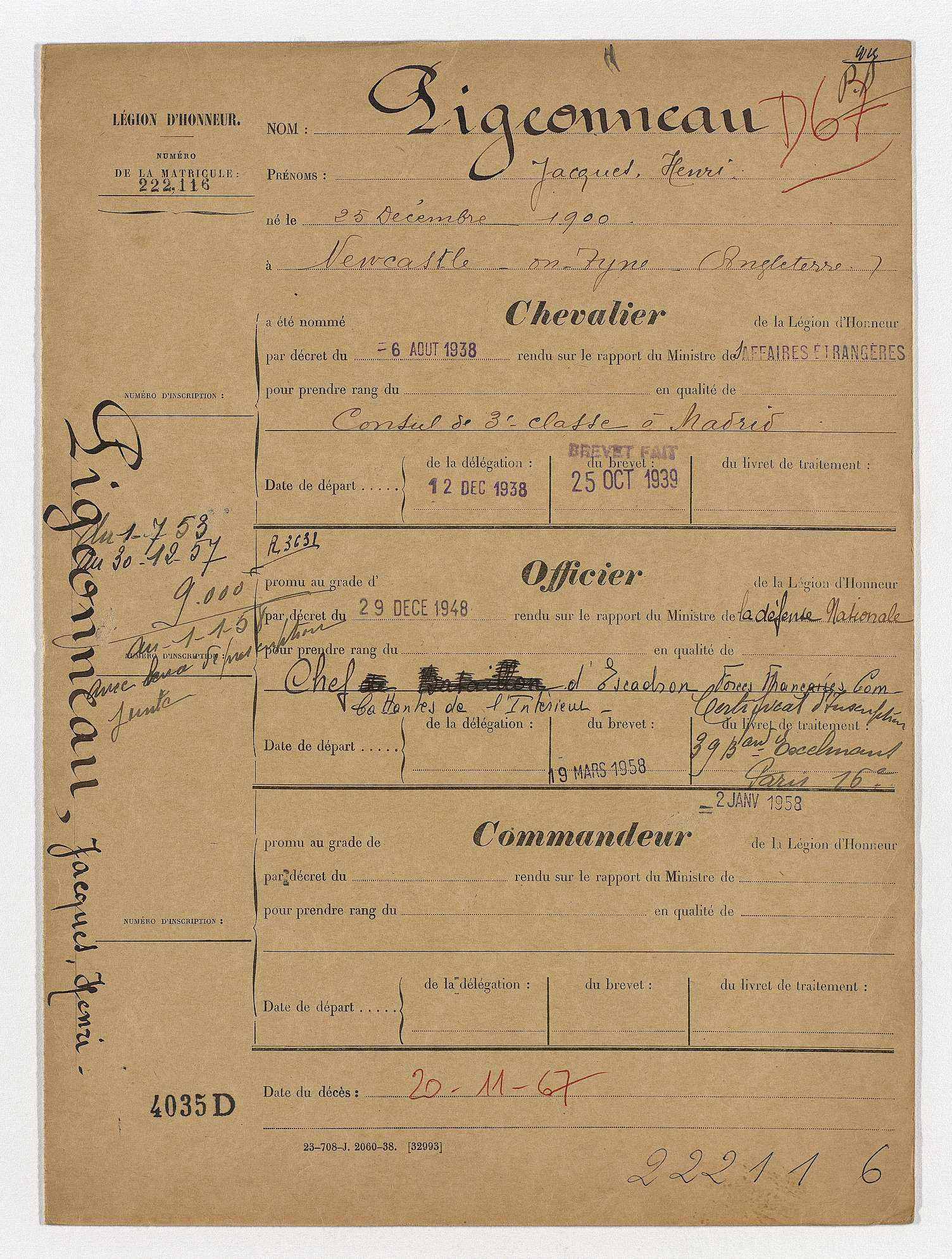
Dossier Légion d'Honneur de Jacques Pigeonneau

- Croix du combattant volontaire de la Résistance
- Médaille commémorative des services volontaires dans la France libre
- Médaille des Internés Résistants victimes de persécutions national-socialiste
- Croix de guerre 1939-1945
- 3 citations avec étoile d'argent (1945) par le Général de Gaulle et le Maréchal Juin.
- Officier de la Légion d'honneur[2] à titre militaire par le maréchal Koenig (titres exceptionnels de résistant et de combattant de ce haut fonctionnaire) (en 1948)

Décorations étrangères
- Chevalier Nichan Iftikhar Tunisie remise par son excellence le Bey de Tunis (en 1928)
- Ordre de la couronne de Yougoslavie (en 1939)
- Commandeur de l'Ordre Royal du Sahamétréi remise par le Roi du Cambodge Norodom Sihanouk. (en 1949)